# Estrella Durá Ferrandis
Estrella Durá Ferrandis (ur. 22 września 1963 w m. Puçol) – hiszpańska polityk, psycholog i wykładowczyni akademicka, posłanka do Parlamentu Europejskiego IX kadencji.

## Życiorys
Z wykształcenia psycholog, specjalistka w zakresie psychologii klinicznej. Doktorat uzyskała w 1989 na Uniwersytecie w Walencji. Została wykładowczynią akademicką na tej uczelni, doszła do stanowiska profesorskiego. Zajęła się prowadzeniem zajęć z psychologii osobowości i różnic indywidualnych. Odbyła staże badawcze i naukowe na uczelniach m.in. w Stanach Zjednoczonych, Wielkiej Brytanii i Holandii.
W 2019 kandydowała do Europarlamentu z ramienia Hiszpańskiej Socjalistycznej Partii Robotniczej. Mandat posłanki uzyskała jeszcze przed rozpoczęciem IX kadencji, gdy z jego objęcia zrezygnował Josep Borrell.